# Lluís Comas Fabregó
Lluís Comas Fabregó (ur. 22 czerwca 1971) – hiszpański szachista, arcymistrz od 1999 roku.

## Kariera szachowa
Osiągnął szereg sukcesów w wieku juniorskim. W 1984 r. zdobył w Lomas de Zamora tytuł mistrza świata w kategorii do lat 14, natomiast w 1988 r. podzielił IV m. (wspólnie z Rune Djurhuusem, Csabą Horvathem i Richardem Wessmanem) w rozegranych w Arnhem mistrzostwach Europy do lat 20. W 1988 i 1990 r. zdobył złote, a w 1991 r. – srebrny medal mistrzostw kraju juniorów. Wielokrotnie startował w finałach indywidualnych mistrzostw Hiszpanii, medale zdobywając w latach 1993 (złoty) i 2001 (srebrny). Pomiędzy 1990 a 2000 rokiem czterokrotnie reprezentował swój kraj szachowych olimpiadach, natomiast w 1999 – na mistrzostwach Europy.
W 2000 r. podzielił dz. II m. (za Atanasem Kolewem, wspólnie z m.in. Marcem Narciso Dublanem, Davidem Garcią Ilundainem, Wiktorem Moskalenko i Josepem Omsem Pallise) w Barcelonie, w 2004 r. podzielił I m. (wspólnie z Branko Damljanoviciem, Igorem Chenkinem, Laurentem Fressinetem) w Andorze, natomiast w 2006 r. podzielił w tym mieście II m. (za Igorem Chenkinem, wspólnie z Fernando Peraltą, Luisem Galego, Kevinem Spraggettem, Branko Damljanoviciem, Maximem Rodshteinem, Aleksandrem Delczewem i Abhijeetem Guptą).
Najwyższy ranking w dotychczasowej karierze osiągnął 1 stycznia 1999 r., z wynikiem 2541 punktów zajmował wówczas 4. miejsce (za Aleksiejem Szyrowem, Miguelem Illescasem Cordobą i Jordi Magemem Badalsem) wśród hiszpańskich szachistów.